# 에포트
에포트(본명: 이상호, 2000년 11월 23일 ~ )는 대한민국의 리그 오브 레전드 프로게이머로 포지션은 서포터이다. 아이디는 Effort를 사용하고 있다. 현재 브리온에서 활동하고 있다.

## 선수 경력
2017년 1월, SK텔레콤 T1의 연습생으로 입단했다. 2017년 11월 29일에 치러진 그리핀과의 케스파컵 경기에서 프로 데뷔전을 치렀다.
2018 스프링 시즌을 앞두고 1군 로스터에 포함되면서 프로 커리어를 시작했다. 스프링 시즌에서는 울프와 번갈아가면서 출전을 기록했다. 서머 시즌에는 팀의 주전 서포터로 도약하였다. 하지만 2018 시즌 동안 고점과 저점을 반복하는 모습을 보여주며 불안정한 모습을 보여주었다.
2019 스프링 시즌에는 팀에 새롭게 영입되온 마타가 주전을 차지함에 따라 에포트는 출전을 하지 못했다. 2019 서머 시즌에는 마타가 부진한 모습을 보이자 마타를 제치고 팀의 주전 서포터로 도약했다. 이후 출전할 때마다 좋은 모습을 보여주면서 팀의 포스트시즌 진출에 기여했다. 2019 서머 시즌 플레이오프 담원 게이밍과의 경기에서는 파이크로 좋은 활약을 펼치며 플레이오프 MVP를 차지했다. 결승전에서도 출전해서 팀의 우승에 기여했다. 리그 오브 레전드 월드 챔피언십 2019에서는 로스터에 포함되면서 참가했다. 롤드컵에서는 팀의 주전 서포터로 출전했다. 롤드컵 기간 중에서는 조별리그 기간에 좋은 모습을 보여주며 팀의 토너먼트 진출에 기여했지만 토너먼트에서는 여러 실수를 일으키면서 4강 탈락에 일조했다.
2020 시즌을 앞두고 T1과 재계약했다. 2020 스프링 시즌 팀의 주전 서포터로 활동하면서 팀의 롤챔스 우승에 일조했다. 하지만 2020 서머 시즌에서는 기복이 있는 모습을 보여주었다. 롤드컵 선발전에서도 출전을 했지만 여러 실수를 일으키면서 롤드컵 진출 실패의 원흉으로 지적받았다.
2021 시즌을 앞두고 리브 샌드박스로 이적했다. 스프링 시즌 초반에는 좋지 못한 모습을 보여주었으나 스프링 2라운드부터 팀에 새로 영입된 프린스와 함께 호흡을 맞추면서 점차 좋은 모습을 보여주었다. 서머 시즌에는 경기마다 최고의 폼을 보여주면서 팀의 상승세의 원동력으로 주목을 받고 있다. 특히 2021년 7월 24일에 치러진 친정팀 T1과의 경기에서는 알리스타로 바론을 스틸하여 팀의 승리를 이끄는 모습을 보이며 화제가 되었다. 서머 시즌 팀의 포스트시즌 진출에 기여했으며 시즌 종료 이후에는 올프로 서드팀에 선정되었다. 2021시즌 종료 후 FA로 나오게 되었다.
2022시즌을 앞두고 농심 레드포스에 입단했다. 입단 직후 팀의 주전 서포터로 낙점받았다. 하지만 스프링 시즌 초반부터 부진한 모습을 보여주었으며 이에 시즌 중반부터는 신인인 피터와 주전 경쟁을 하면서 번갈아 출전하기도 하였다. 서머 시즌 초반에도 주전으로 출전했지만 여전히 부진한 모습을 보여주었으며 2라운드를 앞두고 새롭게 영입된 눈꽃에게 주전을 뺏기며 서브로 밀려났다. 2022시즌 종료 후 팀에서 퇴단했다.
2023시즌을 앞두고 프레딧 브리온에 입단했다.

## 소속팀
| # | 팀명          | 소속 기간               | 소속 리그 | 비고 |
| - | ------------- | ----------------------- | --------- | ---- |
| 1 | SK텔레콤 T1   | 2017.11.24 ~ 2020.12.01 | LCK       |      |
| 2 | 리브 샌드박스 | 2020.12.01 ~ 2021.11.16 | LCK       |      |
| 3 | 농심 레드포스 | 2021.11.24 ~ 2022.11.22 | LCK       |      |
| 4 | 프레딧 브리온 | 2022.11.29 ~ 2023.11.21 | LCK       |      |

## 수상 내역

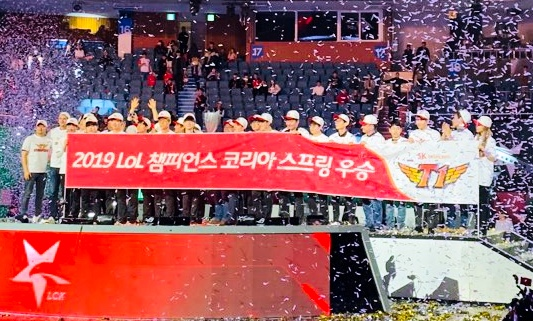
2019 LCK 스프링 우승 사진.

- 리그 오브 레전드 챔피언스 코리아 스프링 2019 우승
- 리그 오브 레전드 챔피언스 코리아 서머 2019 우승
- 리그 오브 레전드 월드 챔피언십 2019 4강
- 리그 오브 레전드 챔피언스 코리아 스프링 2020 우승
- e스포츠 명예의 전당 히어로즈